# Joan Moreno
Joan Antoni Moreno, född 4 april 2000, är en spansk kanotist.

## Karriär
Vid EM 2021 i Poznań tog Moreno guld i C-1 200 meter. Vid VM 2022 i Dartmouth tog han guld tillsammans med Pablo Graña, Manuel Fontán och Adrián Sieiro i C-4 500 meter. Moreno tog även guld tillsammans med Adrián Sieiro i C-2 500 meter vid EM 2022 i München.
Vid VM 2023 i Duisburg tog Moreno sitt andra raka VM-guld tillsammans med Pablo Graña, Manuel Fontán och Adrián Sieiro i C-4 500 meter. Han tog även ett silver i C-1 200 meter.